# Botulismo
O botulismo é uma doença rara e potencialmente fatal causada por uma toxina produzida pela bactéria Clostridium botulinum. A doença começa com fraqueza, visão turva, sensação de cansaço e dificuldade para falar. Estes podem então ser seguidos pela fraqueza dos braços, dos músculos do peito e pernas. A doença, normalmente, não afeta a consciência ou causa uma febre.
O botulismo pode ser transmitido de várias maneiras diferentes. Os esporos das bactérias que causam são comuns no solo e na água e produzem a toxina botulínica quando expostos a baixos níveis de oxigênio e determinadas temperaturas. O botulismo de origem alimentar acontece quando o alimento que contém a toxina é ingerido. O botulismo infantil acontece quando a bactéria se desenvolve no intestino e libera toxina. Isso normalmente ocorre em crianças com menos de seis meses de idade, visto que mecanismos de proteção só se desenvolvem com o passar do tempo. O botulismo por ferimentos é encontrado mais frequentemente entre aqueles que injetam drogas de rua. Nesta situação, os esporos entram em uma ferida, e na ausência de oxigênio, podem liberar a toxina. Ele não é transmitido diretamente entre as pessoas. O diagnóstico é confirmado pela identificação de toxinas ou das bactérias na pessoa em questão.
A prevenção é, principalmente, através de uma apropriada preparação de alimentos. A toxina, apesar de não ser um organismo, é destruída por aquecimento a mais de 85 °C (185 °F) durante mais de 5 minutos. O mel pode conter o organismo, e por esta razão, não deve ser consumido por crianças menores de 12 meses. O tratamento é feito com uma antitoxina. Para aqueles que perdem a sua capacidade de respirar por conta própria, a ventilação mecânica pode ser necessária por meses. Antibióticos podem ser usados para botulismo por ferimentos e o óbito ocorre em 5 a 10% das pessoas. O botulismo também afeta muitos outros animais. A palavra é do latim, botulus, o que significa salsicha. As primeiras descrições da doença datam de, pelo menos, 1793, na Alemanha.

## Clostridium botulinum
Os C. botulinum são pequenos bacilos Gram-positivos, com cerca de 8 micrómetros por 3, produtores de esporos e toxinas, relacionados com o gênero Bacillus, cujo habitat natural é o solo e a água não tratada. São móveis, possuindo flagelos.
Produzem uma neurotoxina que funciona como uma enzima metaloprotease, destruindo as proteínas envolvidas na exocitose do neurotransmissor acetilcolina na placa nervosa motora. A sua ação resulta da paralisia dos músculos, e, se for extensa, a paralisia do diafragma, podendo impedir a respiração normal e levar à morte por asfixia.
O C. botulinum e seus esporos estão amplamente disseminados no solo, pelo qual contamina os alimentos. São anaeróbios estritos, por isso só se desenvolvem em alimentos hermeticamente fechados, onde não há oxigénio. Não se desenvolve em pH < 4,6 (ácido), uma das causas dos surtos é a falta de acidez nas conservas. Os esporos são muito resistentes ao calor, conservas não ácidas devem ser esterilizadas (121°C). Nas conservas de carne, o nitrito (200 mg/kg) é utilizado como inibidor: salsichas, mortadelas, etc.
A doença se caracteriza por paralisia muscular e morte por parada respiratória.
Outras formas de botulismos são: 
- Botulismo de feridas: os esporos penetram nas feridas, produzem a toxina e o paciente desenvolve o mesmo quadro sintomatológico.
- Botulismo infantil: bebés de menos de 1 ano têm o intestino imaturo. Através da ingestão de mel, os esporos do Cl. botulinum germinam e colonizam o intestino do bebé. Produzem toxina no intestino, que é absorvida e causa a doença. Mel não é recomendável para bebés, portanto.

## Diagnóstico
O diagnóstico clínico é feito pelos sintomas: paralisia muscular progressiva, iniciando-se pela face, ptose palpebral (fecha o olho), dificuldade de deglutição e visão dupla. Os sintomas progridem pela musculatura, causando dificuldade motora e de respiração.
Os sintomas podem se confundir com doenças nervosas e diversas intoxicações, como por pesticidas, o que às vezes retarda o tratamento.
O diagnóstico feito precocemente é fundamental para deter a evolução da doença. Doença neuroparalítica grave, não contagiosa, resultante da ação de uma potente toxina produzida pela bactéria Clostridium botulinum. Há três formas de botulismo: botulismo alimentar, botulismo por ferimentos e botulismo intestinal. Embora o local de produção da toxina botulínica seja diferente em cada uma delas, todas as formas caracterizam-se pelas manifestações neurológicas e/ou gastrointestinais.
O botulismo apresenta elevada letalidade e deve ser considerado uma emergência médica e de saúde pública. Para minimizar o risco de morte e sequelas, é essencial que o diagnóstico seja feito rapidamente e que o tratamento seja instituído precocemente através das medidas gerais de suporte em regime de urgência. Quando causada pela ingestão de alimentos contaminados, é incluída no rol das doenças transmitidas por alimento. A notificação de um caso suspeito é considerada surto e emergência de saúde pública.

## Tratamento
É uma emergência que requer administração de antitoxina (antídoto) imediata. Se o paciente apresenta déficit respiratório deve ser usada uma máquina de respiração artificial até a paralisia terminar, o que pode demorar alguns dias. São usados enemas para remover todos os restos de comida contaminada ainda não absorvidos do intestino.
Se possível deve ser dado a antitoxina específica. Caso não identificada, é administrado o soro polivalente. A antitoxina neutraliza apenas a toxina circulante, isto é, aquela que já se ligou aos nervos não é afetada. O tratamento, se tardio, pode não funcionar. Por isso é importante o diagnóstico precoce. A toxina ligada aos nervos permanece por longo período, mantendo os sintomas. A pessoa pode permanecer com sequelas nervosas por um longo período.

## Botox
A toxina botulínica Botox é usada em pequenas doses, como tratamento cosmético temporário, porém seus riscos não devem ser ignorados. A sua intensa capacidade paralítica é desejada por indivíduos que procuram esconder as suas rugas (as rugas são causadas por contrações musculares) e outras imperfeições faciais.
Também tem uso em verdadeiros problemas médicos, sendo usado como relaxante muscular.

## Epidemiologia
É uma doença de baixa ocorrência, mas de alta letalidade. Ocorre no mundo todo, em geral conservas caseiras são os alimentos envolvidos. Muito raramente ocorre em conservas industrializadas. Pode ocorrer tanto em conservas vegetais quanto de carnes.Produzem 6 Tipos: A, B, C (C1, C2), D, E, F. Pelo tipo, podem se classificar epidemiologicamente: Tipo A: Humano; Alimentos: conservas domésticas. Carnes e Vegetais
Tipo B: humano relacionada com conservas de carne de porco; Tipo C e D: ocorre em animais; Tipo E: ocorre em humanos, relacionada com conservas de peixes; Tipo F: Desconhecido. A distribuição dos tipos é geográfica.

### Portugal
O botulismo é, desde 1999, uma doença grave de declaração obrigatória, tendo-se registado até 2013 menos de uma centena de casos.

### Brasil
No Brasil se registraram casos nos últimos anos (1995-2007) em conserva de palmito, torta de frango, patê de fígado e tofu em conserva importadas da China clandestinamente. Se desenvolve nas conservas, produz a toxina, a qual é destruída pelo calor. Por isso ocorre sempre em conservas não aquecidas. Em março de 2011, no Norte de Santa Catarina foram registradas mortes por suspeita de Botulismo, possivelmente causadas por ingestão de mortadela contaminada pela toxina botulínica.